# Pierre Brulé (historien)
Pour les articles homonymes, voir Pierre Brulé et Brulé.
 (décembre 2016).
Si vous disposez d'ouvrages ou d'articles de référence ou si vous connaissez des sites web de qualité traitant du thème abordé ici, merci de compléter l'article en donnant les références utiles à sa vérifiabilité et en les liant à la section « Notes et références ».
Pierre Brulé, né en 1943, est un historien français, spécialiste de la Grèce antique.
Il soutient sa thèse à l'Université de Toulouse 2 sous la direction de Pierre Briant, en 1977 ; il a été professeur d'histoire grecque à l'Université de Rennes 2.

## Publications
- Périclès : L'apogée d'Athènes, Gallimard, coll. « Découvertes Gallimard / Histoire » (no 217), 1991 (réimpr. 1994), 160 p. (ISBN 978-2-07-053229-2), (traduit en italien, en grec et en japonais)[1]
- Les Grecs et leur monde, Gallimard, coll. « Découvertes Gallimard Texto » (no 3), 1998, 168 p. (ISBN 2-07-053422-7), (traduit en chinois simplifié)
- La Grèce d'à côté. Réel et imaginaire en miroir en Grèce antique, Presses Universitaires de Rennes, 2007[1].
- Les femmes grecques à l'époque classique, Hachette, 2006.
- Comment percevoir le sanctuaire grec ? Une analyse sensorielle du paysage sacré, Paris, Les Belles Lettres, 2012  (ISBN 978-2-251-44453-6)
- Les sens du poil (grec), Belles Lettres, 2015
- Socrate l'Athénien, Belles Lettres, 2022